# Psychiatrie biologique
La psychiatrie biologique, ou psychiatrie neurobiologique, ou biopsychiatrie, est une approche psychiatrique spécialisée dans la compréhension des troubles mentaux en termes de fonction biologique du système nerveux. Son approche est interdisciplinaire et se focalise sur les sciences comme la neuroscience, la psychopharmacologie, la biochimie, la génétique, l'épigénétique et la physiologie dans le but d'enquêter sur les comportements biologiques et les psychopathologies. La biopsychiatrie est une branche de la médecine spécialisée dans l'étude de la fonction biologique du système nerveux sur les troubles mentaux,,.

## Histoire
L'idée d'une explication biologique des troubles mentaux est présente dès les origines de la psychiatrie. On retrouve ses prémices dès l'Antiquité, où la théorie des humeurs proposait déjà d'expliquer les troubles mentaux en termes de déséquilibres entre les quatre humeurs de l'organisme. La psychiatrie biologique a connu un essor au cours du XXème siècle, notamment à l'occasion de la découverte de différents traitements agissant sur le système nerveux central.

## Les déterminants biologiques des troubles mentaux

### Généralités
La conception biologique des troubles psychiatriques stipule que les explications de leur survenue et de leurs manifestations sont à envisager en termes d'anomalies biologiques. En particulier, les causes envisagées de leur survenue sont génétiques, physiologiques et neurobiologiques. Il est à noter que ces différentes descriptions étiologiques ne sont pas incompatibles entre elles. En effet, un variant génétique (p.ex. une mutation, une délétition, etc.) peut être associé à une différence sur le plan physiologique (p. ex. le dysfonctionnement d'un récepteur), elle-même à l'origine d'une différence neurobiologique (p.ex. une différence de plasticité synaptique). En outre, elles ne sont pas non plus incompatibles avec certaines descriptions psychologiques de l'origine et des manifestations des troubles mentaux. Ainsi, la conception neurobiologique du trouble de stress post-traumatique ne s'inscrit pas en opposition avec une origine psychologique du trouble, à savoir un traumatisme psychologique. Elle décrit, par ailleurs, ce trouble en termes de modifications physiologiques de l'axe hypothalamo-hypophysaire-surrénalien et de remodelage synaptique, voire de contribution génétique et épigénétique.

### Génétique et troubles mentaux
La psychiatrie biologique bénéficie des recherches en génétique médicale. Des facteurs de risque génétiques de différents troubles mentaux ont ainsi été identifiés. De rares variants génétiques sont associés à une élévation importante du risque de développer certains troubles. Par exemple, la microdélétion 22q11.2 constitue un facteur de risque important de troubles du spectre de l'autisme ou de schizophrénie. De tels facteurs de risque majeurs sont rares, mais il existe de nombreux variants génétiques plus fréquents en population générale, mais ne présentant qu'une faible élévation du risque de survenue d'un trouble.
Des recherches sont en cours pour identifier des facteurs de risques d'autres troubles psychiatriques. Elles peuvent fournir des outils diagnostiques de précision (identification du génotype associé à un trouble) permettant éventuellement d'affiner les choix thérapeutiques, mais il ne s'agit pas encore de thérapie génique.

### Neurotransmission et troubles mentaux
La découverte de neuroleptiques tels que la chlorpromazine et de molécules à effet antidépresseur, puis l'identification de la cible de ces traitements dans le système nerveux central, ont suggéré l'hypothèse que certains troubles mentaux étaient associés à des anomalies de la neurotransmission que ces médicaments étaient présumés corriger.
Les recherches en génétique des troubles mentaux ont également mis en évidence des anomalies de régions du génome impliquées dans la synthèses d'enzymes actives au niveau synaptique. La région affectée par la microdélétion 22q11.2 comporte par exemple une région codante pour l'enzyme catéchol-O-methyltransferase impliquée dans la métabolisation synaptique des monoamines impliquées dans la neurotransmission.
Ces différents travaux ont amené à proposer que certains troubles mentaux pouvaient être explicables en termes d'anomalies de la neurotransmission. On évoque ainsi l'hypothèse de la dopamine dans la schizophrénie ou l'hypothèse monoaminergique dans la dépression.

## Conception biologique des troubles mentaux
La psychiatrie biologique décrit les troubles mentaux comme des dysfonctionnements de processus biologiques comparables à ceux qu'on observe dans les maladies non psychiatriques. Par exemple, au même titre que l'insuffisance cardiaque peut être envisagée comme une dysfonction du cœur, la dépression pourrait être envisagée comme le dysfonctionnement de processus neurobiologiques impliqués dans la régulation de l'humeur. La conception biologique des troubles mentaux s'oppose ainsi à une conception purement axiologique telle que celle défendue par Thomas Szasz qui considère que les troubles mentaux ne sont que des différences comportementales socialement dévalorisées,. Plusieurs conceptions biologiques des troubles mentaux restent envisageables. Pour le philosophe Christopher Boorse, les maladies, psychiatriques comme non psychiatriques, peuvent ainsi être décrites uniquement en termes de déviance statistique de la réalisation d'une fonction biologique. Certains auteurs suggèrent ainsi que les maladies mentales sont identifiables à des maladies du cerveau. D'autres auteurs suggèrent que si la notion de dysfonctionnement est nécessaire à la caractérisation d'une maladie mentale, elle n'est pas suffisante. Il faut également que cette dysfonction cause un préjudice à la personne concernée,.

## Traitements biologiques en psychiatrie
La psychiatrie biologique envisageant les maladies mentales comme des anomalies biologiques, impliquant notamment la neurotransmission, de nombreuses thérapeutiques issues de la psychiatrie biologique ciblent ces processus. Certains auteurs envisagent la naissance de la psychiatrie biologique comme associée à l'apparition de traitements physiques des troubles mentaux. Parmi les premiers traitements physiques des maladies psychiatriques, la malariathérapie, qui repose sur l'induction d'une forte fièvre par l'inoculation de Psalmodium vivax, la cure de Sakel, reposant sur l'induction d'un coma par injection d'insuline ou l'induction de crises convulsives par l'administration de cardiazol. Néanmoins, c'est l'introduction de l'élecroconvulsivothérapie qui constitue un tournant en termes d'efficacité dans la prise en charge de certains troubles psychiatriques les que la dépression sévère, la schizophrénie résistante et les états catatoniques. 

Enfin, les traitements psychopharmacologiques, dont on découvre qu'ils agissent au niveau des synapses, constitue un axe majeur de la recherche en psychiatrie biologique durant la deuxième moitié du XXème siècle.

## Critiques de la psychiatrie biologique
Plusieurs critiques sont adressées à la psychiatrie biologique. D'une part, l'idée selon laquelle les troubles mentaux ne seraient que des maladies du cerveau est contestée par certains auteurs qui soulignent que les états mentaux ont des caractéristiques particulières qui ne seraient pas réductibles à des états physiques, telles que l'intentionnalité. Dès lors, les états mentaux pathologiques associés aux troubles psychiatriques ne pourraient pas être réduits à des dysfonctionnements biologiques. D'autres auteurs insistent sur le fait que, tandis que les maladies non psychiatriques sont caractérisées par une étiologique spécifique, les maladies mentales sont quant à elles caractérisées par leurs symptômes. Or ces derniers ne reflèteraient pas de façon univoque l'existence d'une anomalie physiologique sous-jacente. 
D'autres critiques sont adressées aux thérapeutiques associées à la psychiatrie biologique. La psychanalyse conteste ainsi la pertinence des traitements psychopharmacologiques, qui auraient pour effet de faire disparaître les symptômes sans en traiter les causes, voire constitueraient des "camisoles" chimiques.